# GP2 Series 2015
La stagione 2015 del Campionato FIA di GP2 Series è stata, nella storia della categoria, la 11ª ad assegnare il Campionato Piloti e la 11ª ad assegnare il Campionato Scuderie. È iniziata il 18 aprile con un weekend di gare sul Bahrain International Circuit di Manama, e si è conclusa il 29 novembre, sul Circuito di Yas Marina, negli Emirati Arabi Uniti, per un totale di 11 doppi appuntamenti. La serie è stata vinta dal pilota belga Stoffel Vandoorne, mentre la classifica riservata alle scuderie è stata vinta dalla scuderia francese ART Grand Prix.

## La pre-stagione

### Calendario
Il calendario è stato ufficializzato il 10 dicembre 2014. Il 20 marzo 2015 viene comunicata la decisione definitiva di cancellare la gara tedesca dal calendario iridato della Formula 1, ciò comporta la cancellazione anche della tappa della GP2. Il 30 luglio è stato annunciato che il round previsto in Germania è sostituito con una gara, da tenersi sul Circuito di Manama, il 20 e 21 novembre, in contemporanea con una gara del Mondiale Endurance; il tracciato che già ha ospitato la gara inaugurale della stagione.
| Gara | Gara | Circuito                                 | Giri       | Lunghezza                  | Data        | Ora   | Supporto                          |
| ---- | ---- | ---------------------------------------- | ---------- | -------------------------- | ----------- | ----- | --------------------------------- |
| 1    | G1   | Bahrain International Circuit, Manama    | 32         | 32 x 5,412 km = 173,184 km | 18 aprile   | 13:10 | Gran Premio del Bahrein 2015      |
| 1    |      | Bahrain International Circuit, Manama    | 23         | 23 x 5,412 km = 124,476 km | 19 aprile   | 14:15 | Gran Premio del Bahrein 2015      |
| 2    | G1   | Circuito di Catalogna, Barcellona        | 37         | 37 x 4,655 km = 172,235 km | 9 maggio    | 15:40 | Gran Premio di Spagna 2015        |
| 2    | G2   | Circuito di Catalogna, Barcellona        | 26         | 26 x 4,655 km = 121,030 km | 10 maggio   | 10:35 | Gran Premio di Spagna 2015        |
| 3    | G1   | Circuito di Monte Carlo                  | 42         | 42 x 3,340 km = 140,280 km | 22 maggio   | 11:15 | Gran Premio di Monaco 2015        |
| 3    | G2   | Circuito di Monte Carlo                  | 30         | 30 x 3,340 km = 100,200 km | 23 maggio   | 16:10 | Gran Premio di Monaco 2015        |
| 4    | G1   | Red Bull Ring, Spielberg bei Knittelfeld | 40         | 40 x 4,326 km =173,040 km  | 20 giugno   | 15:40 | Gran Premio d'Austria 2015        |
| 4    | G2   | Red Bull Ring, Spielberg bei Knittelfeld | 28         | 28 x 4,326 km = 121,128 km | 21 giugno   | 10:35 | Gran Premio d'Austria 2015        |
| 5    | G1   | Circuito di Silverstone                  | 29         | 29 x 5,891 km = 170,839 km | 4 luglio    | 14:40 | Gran Premio di Gran Bretagna 2015 |
| 5    | G2   | Circuito di Silverstone                  | 21         | 21 x 5,891 km = 123,711 km | 5 luglio    | 09:35 | Gran Premio di Gran Bretagna 2015 |
| 6    | G1   | Hungaroring, Mogyoród                    | 37         | 37 x 4,381 km = 162,097 km | 25 luglio   | 15:40 | Gran Premio d'Ungheria 2015       |
| 6    | G2   | Hungaroring, Mogyoród                    | 28         | 28 x 4,381 km = 122,668 km | 26 luglio   | 10:35 | Gran Premio d'Ungheria 2015       |
| 7    | G1   | Circuito di Spa-Francorchamps            | 25         | 25 x 7,004 km = 175,100 km | 22 agosto   | 15:40 | Gran Premio del Belgio 2015       |
| 7    | G2   | Circuito di Spa-Francorchamps            | 18         | 18 x 7,004 km = 126,072 km | 23 agosto   | 10:35 | Gran Premio del Belgio 2015       |
| 8    | G1   | Autodromo Nazionale Monza                | 30         | 30 x 5,793 km = 173,790 km | 5 settembre | 15:40 | Gran Premio d'Italia 2015         |
| 8    | G2   | Autodromo Nazionale Monza                | 21         | 21 x 5,793 km = 121,653 km | 6 settembre | 10:35 | Gran Premio d'Italia 2015         |
| 9    | G1   | Sochi International Street Circuit, Soči | 15         | 15 x 5,848 km = 87,720 km  | 10 ottobre  | 14:40 | Gran Premio di Russia 2015        |
| 9    | G2   | Sochi International Street Circuit, Soči | 21         | 21 x 5,848 km = 122,808 km | 11 ottobre  | 11:05 | Gran Premio di Russia 2015        |
| 10   | G1   | Bahrain International Circuit, Manama    | 32         | 32 x 5,412 km = 173,184 km | 20 novembre | 15:30 | WEC 2015                          |
| 10   | G2   | Bahrain International Circuit, Manama    | 23         | 23 x 5,412 km = 124,476 km | 21 novembre | 10:45 | WEC 2015                          |
| 11   | G1   | Circuito di Yas Marina, Isola Yas        | 31         | 31 x 5,554 km = 172,174 km | 28 novembre | 18:40 | Gran Premio di Abu Dhabi 2015     |
| 11   | G2   | Circuito di Yas Marina, Isola Yas        | Cancellata |                            | 29 novembre | 14:20 | Gran Premio di Abu Dhabi 2015     |

### Test
La prima sessione di test si è svolta sul Circuito di Yas Marina, tra il 9 e l'11 marzo 2015. La seconda è stata tenuta, dal 1° al 3 aprile, presso il Bahrain International Circuit di Al Sakhir.
| Circuito                                 | Data                   | Pilota più veloce   | Team                | Tempo    | Giri |
| ---------------------------------------- | ---------------------- | ------------------- | ------------------- | -------- | ---- |
| Circuito di Yas Marina                   | 9 marzo (mattina)      | Alexander Rossi     | Racing Engineering  | 1'50"845 | 8    |
| Circuito di Yas Marina                   | 9 marzo (pomeriggio)   | Pierre Gasly        | DAMS                | 1'48"897 | 23   |
| Circuito di Yas Marina                   | 10 marzo (mattina)     | Alex Lynn           | DAMS                | 1'49"648 | 27   |
| Circuito di Yas Marina                   | 10 marzo (pomeriggio)  | Norman Nato         | Arden International | 1'49"697 | 15   |
| Circuito di Yas Marina                   | 11 marzo (mattina)     | Richie Stanaway     | Status Grand Prix   | 1'48"411 | 28   |
| Circuito di Yas Marina                   | 11 marzo (pomeriggio)  | Sergey Sirotkin     | Rapax Team          | 1'49"158 | 29   |
| Bahrain International Circuit, Al Sakhir | 1º aprile (mattina)    | Alexander Rossi     | Russian Time        | 1'42"479 | 10   |
| Bahrain International Circuit, Al Sakhir | 1º aprile (pomeriggio) | Jordan King         | Racing Engineering  | 1'41"494 | 20   |
| Bahrain International Circuit, Al Sakhir | 2 aprile (mattina)     | Sergey Sirotkin     | Rapax Team          | 1'41"797 | 10   |
| Bahrain International Circuit, Al Sakhir | 2 aprile (pomeriggio)  | Nobuharu Matsushita | ART Grand Prix      | 1'40"191 | 31   |
| Bahrain International Circuit, Al Sakhir | 3 aprile (mattina)     | Pierre Gasly        | DAMS                | 1'39"632 | 21   |
| Bahrain International Circuit, Al Sakhir | 3 aprile (pomeriggio)  | Nigel Merkel        | Hilmer Motorsport   | 1'41"566 | 18   |

## Piloti e team

### Scuderie
Il team canadese Status Grand Prix, impegnato in GP3 Series, espande la sua attività anche in GP2, sostituendo il team malese Caterham Racing, il cui materiale tecnico venne spostato nella sede di quello canadese, a Silverstone, già nel corso della parte finale della stagione 2014. Il team Russian Time termina la collaborazione con la iSport International, per sostituirla con la Virtuosi Racing.
Dopo aver saltato la prima gara, in Bahrain, la Hilmer Motorsport prende parte alla stagione a partire dalla gara di Barcellona. La scuderia tedesca salta anche la trasferta in Russia, così come le ultime due trasferte in Medio Oriente.

### Piloti
Pierre Gasly e Rio Haryanto, i due piloti impegnati con la Caterham nella parte finale della stagione precedente, si accasano, rispettivamente, alla DAMS e alla Campos Racing. Nel primo team Gasly fa coppia col britannico Alex Lynn, promosso dalla GP3 Series, in cui correva con la Carlin, mentre nel secondo l'indonesiano trova il confermato Arthur Pic. L'altro pilota della Campos, Alexander Rossi, passa all'altro team spagnolo Racing Engineering. La Racing ingaggia anche il britannico Jordan King, proveniente dalla F3 europea.
Raffaele Marciello, impegnato per la Racing nel 2014, oltre a diventare tester per la Sauber nel mondiale di F1, corre ancora nella categoria, ma per la Trident Racing. La stessa scuderia ingaggia l'austriaco René Binder, che nel 2014 corse per la Arden International. Dalla Trident Sergio Canamasas passa alla MP Motorsport, ove prende il posto di Marco Sørensen, passato alla Carlin Motorsport.
Provenienti dalla F. Renault 3.5 Zoël Amberg, pilota elvetico, e Norman Nato, francese, fanno il loro esordio nella categoria: il primo con la Team Lazarus, il secondo con la Arden International. Anche l'esordiente russo Sergey Sirotkin proviene da tale categoria, e viene ingaggiato dalla Rapax Team. Nel team italiano è presente anche il rumeno Robert Vișoiu, già pilota di GP3. Altro esordiente è il nipponico Nobuharu Matsushita, che nel 2014 si è aggiudicato la F3 giapponese. Trova un volante alla ART Grand Prix.
Richie Stanaway viene promosso in GP2, dalla Status Grand Prix, con cui correva in GP3, almeno per la gara inaugurale. Il team ingaggia anche il pilota svizzero Marlon Stöckinger, che aveva già corso per la scuderia in GP3.
La Hilmer ingaggia, dalla gara di Barcellona, secondo appuntamento stagionale, Johnny Cecotto Jr. e Nick Yelloly.
Sono usciti dalla categoria il brasiliano Felipe Nasr, ingaggiato quale pilota in F1 dalla Sauber, e il campione 2014 Jolyon Palmer, divenuto terzo pilota della Lotus, sempre nel massimo campionato.Takuya Izawa è stato ingaggiato nella Super Formula, mentre Stefano Coletti è passato in IndyCar.
Dalla gara del Red Bull Ring la Hilmer sostituisce Cecotto con Simon Trummer, mentre Sergio Canamasas non viene impiegato dalla MP Motorsport. Dal round di Silverstone Marco Sørensen abbandona le competizioni a ruote scoperte: la Carlin Motorsport ingaggia perciò Cecotto, appena uscito dalla Hilmer. Sempre da quel weekend di gara Canamasas viene ingaggiato dal Team Lazarus, che prende il posto di Zoël Amberg, non in perfette condizioni fisiche. La MP Motorsport sostituisce lo spagnolo con Oliver Rowland, pilota che comanda la classifica nella F. Renault 3.5.Jon Lancaster sostituisce Trummer alla Hilmer Motorsport.
Dall'appuntamento di Budapest l'indonesiano Sean Gelael debutta nella categoria con la Carlin, scuderia per la quale corre in F. Renault 3.5. Prende il volante di Cecotto. Il canadese Nicholas Latifi, dopo aver già gareggiato nel 2014 con la Hilmer, viene ingaggiato dalla MP Motorsport, al posto di Rowland, impiegato solo a Silverstone. Lo spagnolo Sergio Canamasas cambia la terza scuderia in tre appuntamenti: in l'Ungheria corre per la Hilmer Motorsport, dove affianca Yelloly. Alla Lazarus rientra Amberg.
In Belgio rientra Rowland, sempre con la MP, al posto di Latifi. La gara è invece saltata dall'austriaco Binder, per un'infezione. Al suo posto, la Trident, schiera l'esordiente svedese Gustav Malja. A Monza fanno il loro esordio l'ex pilota di GP3 Patrick Niederhauser, che prende il posto di Berton al Team Lazarus, mentre il britannico Jann Mardenborough, impegnato in GP3 con la Carlin, è promosso in GP2 per sostituire Gelael, impegnato della World Series. Nella stessa gara rientrano Johnny Cecotto Jr., che torna alla Trident, in luogo di Gustav Malja e Simon Trummer, impiegato dalla Hilmer al posto di Yelloly, che passa in F. Renault 3.5.
La MP Motorsport cambia entrambi i piloti: de Jong è infortunato, dopo l'incidente di Spa, mentre Rowland rientra nel campionato di F. Renault. Vengono ingaggiati René Binder (già presente in stagione con la Trident) e Meindert van Buuren, quest'ultimo esordiente in categoria.
La Carlin sostituisce entrambi i piloti per la gara russa: Sean Gelael e Dean Stoneman sono impiegati al posto di Julián Leal, finora sempre presente, e Jann Mardenborough, che aveva corso a Monza al posto proprio di Gelael. Alla MP Latifi, già impiegato a Budapest, sostituisce van Buuren, mentre Nathanaël Berthon riprende il suo posto alla Lazarus, in luogo di Niederhauser.
Daniël de Jong, dopo essere stato impiegato nei primi 7 appuntamenti con la MP, rientra nel campionato, per il penultimo weekend, quello in Bahrain. L'olandese prende il posto di Cecotto, alla Trident. Rientra in campionato anche lo svedese Gustav Malja: dopo lo sporadico impegno, per la gara di Spa, trova un ingaggio alla Rapax, in sostituzione dell'infortunato Visoiu.Oliver Rowland viene ingaggiato dalla Status, per correre gli ultimi due doppi appuntamenti. A Shakir prende il posto di Stanaway, impegnato nella concomitante gara del WEC.

### Tabella riassuntiva
| Team                | Nº | Pilota               | Weekend di gare |
| ------------------- | -- | -------------------- | --------------- |
| DAMS                | 1  | Pierre Gasly         | Tutti           |
| DAMS                | 2  | Alex Lynn            | Tutti           |
| Carlin              | 3  | Julián Leal          | 1-8             |
| Carlin              | 3  | Dean Stoneman        | 9-11            |
| Carlin              | 4  | Marco Sørensen       | 1-4             |
| Carlin              | 4  | Johnny Cecotto Jr.   | 5               |
| Carlin              | 4  | Sean Gelael          | 6-7, 9-11       |
| Carlin              | 4  | Jann Mardenborough   | 8               |
| ART Grand Prix      | 5  | Stoffel Vandoorne    | Tutti           |
| ART Grand Prix      | 6  | Nobuharu Matsushita  | Tutti           |
| Racing Engineering  | 7  | Jordan King          | Tutti           |
| Racing Engineering  | 8  | Alexander Rossi      | Tutti           |
| Russian Time        | 9  | Mitch Evans          | Tutti           |
| Russian Time        | 10 | Artëm Markelov       | Tutti           |
| Trident             | 11 | Raffaele Marciello   | Tutti           |
| Trident             | 12 | René Binder          | 1-6             |
| Trident             | 12 | Gustav Malja         | 7               |
| Trident             | 12 | Johnny Cecotto Jr.   | 8-9             |
| Trident             | 12 | Daniël de Jong       | 10-11           |
| Campos Racing       | 14 | Arthur Pic           | Tutti           |
| Campos Racing       | 15 | Rio Haryanto         | Tutti           |
| MP Motorsport       | 16 | Sergio Canamasas     | 1-3             |
| MP Motorsport       | 16 | Oliver Rowland       | 5, 7            |
| MP Motorsport       | 16 | Nicholas Latifi      | 6, 9-11         |
| MP Motorsport       | 16 | Meindert van Buuren  | 8               |
| MP Motorsport       | 17 | Daniël de Jong       | 1-7             |
| MP Motorsport       | 17 | René Binder          | 8               |
| Rapax               | 18 | Sergey Sirotkin      | Tutti           |
| Rapax               | 19 | Robert Vișoiu        | 1-9             |
| Rapax               | 19 | Gustav Malja         | 10-11           |
| Arden International | 20 | André Negrão         | Tutti           |
| Arden International | 21 | Norman Nato          | Tutti           |
| Status Grand Prix   | 22 | Marlon Stöckinger    | Tutti           |
| Status Grand Prix   | 23 | Richie Stanaway      | 1-9             |
| Status Grand Prix   | 23 | Oliver Rowland       | 10-11           |
| Hilmer Motorsport   | 24 | Nick Yelloly         | 2–7             |
| Hilmer Motorsport   | 24 | Simon Trummer        | 8               |
| Hilmer Motorsport   | 25 | Simon Trummer        | 4               |
| Hilmer Motorsport   | 25 | Johnny Cecotto Jr.   | 2–3             |
| Hilmer Motorsport   | 25 | Jon Lancaster        | 5               |
| Hilmer Motorsport   | 25 | Sergio Canamasas     | 6               |
| Lazarus             | 26 | Nathanaël Berthon    | 1-7, 9-11       |
| Lazarus             | 26 | Patrick Niederhauser | 8               |
| Lazarus             | 27 | Zoël Amberg          | 1-4, 6          |
| Lazarus             | 27 | Sergio Canamasas     | 5, 7-11         |

## Circuiti e gare
Con la sparizione dal calendario del Gran Premio di Germania di F1 nessuna gara della categoria è più prevista in quella nazione. Le restanti gare, e sedi di corsa, sono confermate rispetto al 2014. Per mantenere 11 doppi appuntamenti, viene aggiunta una seconda gara da disputare sul circuito di Manama, in corrispondenza della tappa del WEC.

## Modifiche al regolamento
La serie continua a utilizzare il modello di vettura introdotto nel 2011, ma da questa stagione i piloti potranno utilizzare, come avviene in F1, il Drag Reduction System, con le stesse regole previste nel massimo campionato, ovvero l'opportunità di suo uso solo in punti determinati del tracciato, e quando la distanza con il pilota che precede è inferiore al secondo.

## Sistema di punteggio
I punti vengono assegnati ai primi dieci classificati in gara-1 (detta anche gara lunga o feature race) e ai primi otto in gara-2 (detta anche gara corta o sprint race). Colui che conquista la pole position riceve 4 punti, mentre 2 sono assegnati a chi fa il giro più veloce, ma solo se si trova all'interno della top ten, sia in gara-1 che in gara-2. Non sono assegnati punti extra al poleman di gara-2 poiché si tratta semplicemente dell'8º arrivato in gara-1 che si trova catapultato in prima posizione a causa della regola della griglia invertita. Per quel che riguarda la classifica a squadre, il punteggio è dato dalla somma dei punti ottenuti dai due piloti appartenenti al team.
Punti nella feature race
| Posizione | 1º | 2º | 3º | 4º | 5º | 6º | 7º | 8º | 9º | 10º | Pole | GPV |
| Punti     | 25 | 18 | 15 | 12 | 10 | 8  | 6  | 4  | 2  | 1   | 4    | 2   |

Punti nella sprint race
I punti sono assegnati ai primi otto classificati.
| Posizione | 1º | 2º | 3º | 4º | 5º | 6º | 7º | 8º | GPV |
| Punti     | 15 | 12 | 10 | 8  | 6  | 4  | 2  | 1  | 2   |

## Risultati e classifiche

### Gare
| Gara | Gara | Circuito          | Tempo       | Velocità     | Pole position     | Giro veloce         | Pilota vincitore    | Team vincitore     |
| ---- | ---- | ----------------- | ----------- | ------------ | ----------------- | ------------------- | ------------------- | ------------------ |
| 1    | G1   | Sakhir            | 1h01'23"306 | 169,026 km/h | Stoffel Vandoorne | Stoffel Vandoorne   | Stoffel Vandoorne   | ART Grand Prix     |
| 1    | G2   | Sakhir            | 41'35"490   | 179,214 km/h |                   | Nobuharu Matsushita | Rio Haryanto        | Campos Racing      |
| 2    | G1   | Barcellona        | 1h00'31"992 | 170,592 km/h | Stoffel Vandoorne | Mitch Evans         | Stoffel Vandoorne   | ART Grand Prix     |
| 2    | G2   | Barcellona        | 41'30"395   | 168,044 km/h |                   | Stoffel Vandoorne   | Alex Lynn           | DAMS               |
| 3    | G1   | Monte Carlo       | 58'12"368   | 137,593 km/h | Alexander Rossi   | Nick Yelloly        | Stoffel Vandoorne   | ART Grand Prix     |
| 3    | G2   | Monte Carlo       | 42'45"918   | 140,454 km/h |                   | Stoffel Vandoorne   | Richie Stanaway     | Status Grand Prix  |
| 4    | G1   | Red Bull Ring     | 53'42"694   | 193,158 km/h | Stoffel Vandoorne | Alex Lynn           | Stoffel Vandoorne   | ART Grand Prix     |
| 4    | G2   | Red Bull Ring     | 35'57"944   | 201,862 km/h |                   | Jordan King         | Rio Haryanto        | Campos Racing      |
| 5    | G1   | Silverstone       | 53'13"597   | 192,428 km/h | Sergey Sirotkin   | Sergey Sirotkin     | Sergey Sirotkin     | Rapax              |
| 5    | G2   | Silverstone       | 36'27"949   | 203,330 km/h |                   | Rio Haryanto        | Rio Haryanto        | Campos Racing      |
| 6    | G1   | Hungaroring       | 1h00'10"078 | 161,604 km/h | Alex Lynn         | Robert Vișoiu       | Alex Lynn           | DAMS               |
| 6    | G2   | Hungaroring       | 43'43"229   | 168,289 km/h |                   | Stoffel Vandoorne   | Nobuharu Matsushita | ART Grand Prix     |
| 7    | G1   | Spa-Francorchamps | 1h22'18"099 | 127,561 km/h | Stoffel Vandoorne | Mitch Evans         | Stoffel Vandoorne   | ART Grand Prix     |
| 7    | G2   | Spa-Francorchamps | 38'26"855   | 196,550 km/h |                   | Stoffel Vandoorne   | Alexander Rossi     | Racing Engineering |
| 8    | G1   | Monza             | 49'32"084   | 210,132 km/h | Pierre Gasly      | Norman Nato         | Alexander Rossi     | Racing Engineering |
| 8    | G2   | Monza             | 34'17"890   | 212,274 km/h |                   | Alex Lynn           | Mitch Evans         | Russian Time       |
| 9    | G1   | Soči              | 58'33"520   | 89,675 km/h  | Alex Lynn         | Stoffel Vandoorne   | Alexander Rossi     | Racing Engineering |
| 9    | G2   | Soči              | 40'30"089   | 181,636 km/h |                   | Pierre Gasly        | Richie Stanaway     | Status Grand Prix  |
| 10   | G1   | Sakhir            | 57'15"184   | 181,487 km/h | Pierre Gasly      | Stoffel Vandoorne   | Stoffel Vandoorne   | ART Grand Prix     |
| 10   | G2   | Sakhir            | 42'51"663   | 174,275 km/h |                   | Alex Lynn           | Mitch Evans         | Russian Time       |
| 11   | G1   | Yas Marina        | 1h03'32"405 | 162,472 km/h | Pierre Gasly      | Nathanaël Berthon   | Stoffel Vandoorne   | ART Grand Prix     |
| 11   | G2   | Yas Marina        | Cancellata  | Cancellata   | Cancellata        | Cancellata          | Cancellata          | Cancellata         |

### Classifica piloti
| Pos. | Pilota              | BAH | BAH | ESP | ESP | MON | MON | AUT | AUT | GBR | GBR | HUN | HUN | BEL | BEL | ITA | ITA | RUS | RUS | BAH | BAH | UAE | UAE | Punti |
| ---- | ------------------- | --- | --- | --- | --- | --- | --- | --- | --- | --- | --- | --- | --- | --- | --- | --- | --- | --- | --- | --- | --- | --- | --- | ----- |
| 1    | Stoffel Vandoorne   | 1   | 2   | 1   | 2   | 1   | 8   | 1   | 2   | 3   | 9   | 5   | 2   | 1   | 4   | 2   | 3   | 3   | 4   | 1   | 2   | 1   | C   | 341,5 |
| 2    | Alexander Rossi     | 3   | 4   | 3   | 4   | 2   | 7   | 6   | 8   | 2   | 4   | 12  | 19  | 6   | 1   | 1   | Rit | 1   | 6   | 18  | 9   | 4   | C   | 181,5 |
| 3    | Sergey Sirotkin     | 12  | 14  | 16  | 10  | 5   | 3   | 2   | 4   | 1   | 8   | 3   | 3   | 9   | 6   | Rit | 5   | 4   | 21  | 5   | 4   | 13  | C   | 139   |
| 4    | Rio Haryanto        | 2   | 1   | 4   | 6   | 16  | Rit | 7   | 1   | 8   | 1   | 4   | 5   | 13  | 10  | 13  | 11  | 5   | 2   | 7   | 18  | 7   | C   | 138   |
| 5    | Mitch Evans         | 6   | 17  | 2   | NP  | Rit | NP  | 10  | 5   | Rit | 20  | 17  | 22  | 5   | 3   | 3   | 1   | 11  | 8   | 3   | 1   | 3   | C   | 135   |
| 6    | Alex Lynn           | 19  | 15  | 5   | 1   | 13  | 11  | 3   | 20  | 5   | 6   | 1   | 9   | 11  | 8   | Rit | 10  | Rit | 10  | 8   | 3   | 8   | C   | 110   |
| 7    | Raffaele Marciello  | Rit | 20  | 6   | 17  | 8   | 2   | 15  | 10  | 6   | 2   | 7   | 4   | 14  | 12  | 15  | 7   | 6   | 3   | 4   | 5   | 2   | C   | 110   |
| 8    | Pierre Gasly        | Rit | 22  | 7   | 3   | 14  | 10  | 13  | 6   | 4   | 3   | 2   | 8   | 19  | Rit | Rit | 12  | 2   | 5   | 6   | 7   | 5   | C   | 110   |
| 9    | Nobuharu Matsushita | 10  | 6   | 11  | 18  | Rit | 19  | 4   | 3   | Rit | 19  | 8   | 1   | Rit | 15  | Rit | 15  | 10  | 7   | 2   | Rit | 11  | C   | 68,5  |
| 10   | Richie Stanaway     | 15  | 11  | 10  | 19  | 7   | 1   | 23  | 15  | Rit | 13  | 21  | 13  | 18  | 13  | 4   | 4   | 7   | 1   |     |     |     |     | 60    |
| 11   | Arthur Pic          | Rit | 10  | 9   | 8   | 4   | 6   | 9   | 11  | 14  | 16  | 13  | 10  | 2   | Rit | 7   | 2   | 8   | 13  | 10  | 16  | 17  | C   | 60    |
| 12   | Jordan King         | 4   | 9   | 14  | 11  | 9   | Rit | 12  | 7   | 22† | 10  | 6   | 12  | 8   | 2   | 8   | Rit | Rit | 15  | 9   | 6   | 6   | C   | 60    |
| 13   | Artëm Markelov      | 13  | 12  | 12  | 5   | Rit | 14  | 5   | SQ  | 21  | 14  | 22  | 18  | 3   | 5   | 5   | 14  | Rit | 12  | 15  | 8   | Rit | C   | 48    |
| 14   | Julián Leal         | 8   | 5   | Rit | 16  | 6   | 5   | 14  | 22  | 9   | 12  | 16  | 15  | 4   | 11  | 12  | 9   |     |     |     |     |     |     | 38    |
| 15   | Sergio Canamasas    | 14  | Rit | 13  | 15  | 3   | 4   |     |     | 15  | 24  | Rit | 16  | 12  | 9   | 11  | 6   | Rit | 17  | 12  | 17  | 12  | C   | 27    |
| 16   | Nathanaël Berthon   | 7   | 3   | 20  | 12  | 17  | 15  | Rit | 17  | Rit | 21  | 14  | 11  | 7   | 7   |     |     | 14  | 19  | 11  | Rit | 10  | C   | 27    |
| 17   | Robert Vișoiu       | 5   | 7   | 18  | 23  | 15  | 13  | 11  | 9   | 12  | 11  | 9   | 7   | 15  | 16  | 9   | Rit | 17  | 18  |     |     |     |     | 20    |
| 18   | Norman Nato         | Rit | 16  | 8   | 7   | 18  | 21  | 20  | 13  | 18  | 23  | 11  | 6   | Rit | 20  | 6   | Rit | 12  | 9   | 24  | 10  | Rit | C   | 20    |
| 19   | Nick Yelloly        |     |     | Rit | 14  | 10  | 9   | 8   | Rit | 7   | 5   | Rit | 17  | Rit | 17  |     |     |     |     |     |     |     |     | 19    |
| 20   | André Negrão        | 9   | 8   | 23† | 21  | 21  | 17  | 16  | 21  | 20  | 15  | 20  | 21  | 20  | 14  | 14  | 18  | 15  | 11  | 17  | 20  | 9   | C   | 5     |
| 21   | Oliver Rowland      |     |     |     |     |     |     |     |     | 10  | 7   |     |     | NC  | Rit |     |     |     |     | 22  | Rit | 15  | C   | 3     |
| 22   | René Binder         | 17  | Rit | 22  | Rit | 11  | 16  | 17  | 14  | 17  | 18  | 23  | 24  |     |     | 10  | 8   | 16  | Rit | 20  | Rit | 14  | C   | 2     |
| 23   | Daniël de Jong      | 18  | 13  | 15  | 9   | 12  | 12  | 21  | 12  | 11  | 26† | 10  | Rit | Rit | NP  |     |     |     |     | 19  | 14  | Rit | C   | 1     |
| 24   | Dean Stoneman       |     |     |     |     |     |     |     |     |     |     |     |     |     |     |     |     | 9   | 16  | 21  | 12  | Rit | C   | 1     |
| 25   | Gustav Malja        |     |     |     |     |     |     |     |     |     |     |     |     | 10  | 18  |     |     |     |     | 16  | 13  | 16  | C   | 1     |
| 26   | Marlon Stöckinger   | 11  | 19  | Rit | 20  | 19  | 18  | 19  | 19  | 19  | 22  | 19  | 23  | 17  | 19  | Rit | 19  | Rit | Rit | 13  | 19  | 18  | C   | 0     |
| 27   | Nicholas Latifi     |     |     |     |     |     |     |     |     |     |     | 15  | 14  |     |     |     |     | 18  | 14  | 14  | 11  | Rit | C   | 0     |
| 28   | Johnny Cecotto Jr.  |     |     | 21  | Rit | 20  | Rit |     |     | 13  | 25  |     |     |     |     | 18  | 13  | 13  | 22† |     |     |     |     | 0     |
| 29   | Zoël Amberg         | 16  | 18  | 17  | 13  | 22  | Rit | NP  | NP  |     |     | NP  | NP  |     |     |     |     |     |     |     |     |     |     | 0     |
| 30   | Sean Gelael         |     |     |     |     |     |     |     |     |     |     | 18  | 20  | 20  | 21  |     |     | 19  | 20  | 23  | 15  | Rit | C   | 0     |
| 31   | Simon Trummer       |     |     |     |     |     |     | 22  | 18  |     |     |     |     |     |     | 16  | 16  |     |     |     |     |     |     | 0     |
| 32   | Jon Lancaster       |     |     |     |     |     |     |     |     | 16  | 17  |     |     |     |     |     |     |     |     |     |     |     |     | 0     |
| 33   | Marco Sørensen      | Rit | 21  | 19  | 22  | Rit | 20  | 18  | 16  |     |     |     |     |     |     |     |     |     |     |     |     |     |     | 0     |
| 34   | Patric Niederhauser |     |     |     |     |     |     |     |     |     |     |     |     |     |     | 17  | 17  |     |     |     |     |     |     | 0     |
| 35   | Jann Mardenborough  |     |     |     |     |     |     |     |     |     |     |     |     |     |     | 19  | 20  |     |     |     |     |     |     | 0     |
| —    | Meindert van Buuren |     |     |     |     |     |     |     |     |     |     |     |     |     |     | Rit | NP  |     |     |     |     |     |     | 0     |
| Pos. | Pilota              | BAH | BAH | ESP | ESP | MON | MON | AUT | AUT | GBR | GBR | HUN | HUN | BEL | BEL | ITA | ITA | RUS | RUS | BAH | BAH | UAE | UAE | Punti |

| Colore  | Risultato             |
| ------- | --------------------- |
| Oro     | Vincitore             |
| Argento | 2º posto              |
| Bronzo  | 3º posto              |
| Verde   | Finito a punti        |
| Blu     | Finito senza punti    |
| Viola   | Ritirato (Rit)        |
| Viola   | Non classificato (NC) |
| Rosso   | Non qualificato (NQ)  |
| Nero    | Squalificato (SQ)     |
| Bianco  | Non partito (NP)      |
| Bianco  | Non ha gareggiato     |
| Bianco  | Infortunato (INF)     |
| Bianco  | Escluso (ES)          |
| Bianco  | Gara cancellata (C)   |

### Classifica a squadre
| Pos.              | Team                                         | N. | BHR | BHR | ESP | ESP | MON | MON | AUT | AUT | GBR | GBR | HUN | HUN | BEL | BEL | ITA | ITA | RUS | RUS | BHR2 | BHR2 | ABU | ABU | Punti |
| ----------------- | -------------------------------------------- | -- | --- | --- | --- | --- | --- | --- | --- | --- | --- | --- | --- | --- | --- | --- | --- | --- | --- | --- | ---- | ---- | --- | --- | ----- |
| 1                 | ART Grand Prix                               | 5  | 1   | 2   | 1   | 2   | 1   | 8   | 1   | 2   | 3   | 9   | 5   | 2   | 1   | 4   | 2   | 3   | 3   | 4   | 1    | 2    | 1   | C   | 410   |
| 1                 | ART Grand Prix                               | 6  | 10  | 6   | 11  | 18  | Rit | 19  | 4   | 3   | Rit | 19  | 8   | 1   | Rit | 15  | Rit | 15  | 10  | 7   | 2    | Ret  | 11  | C   | 410   |
| 2                 | Racing Engineering                           | 7  | 4   | 9   | 14  | 11  | 9   | Rit | 12  | 7   | 22† | 10  | 6   | 12  | 8   | 2   | 8   | Rit | Rit | 15  | 9    | 6    | 6   | C   | 241,5 |
| 2                 | Racing Engineering                           | 8  | 3   | 4   | 3   | 4   | 2   | 7   | 6   | 8   | 2   | 4   | 12  | 19  | 6   | 1   | 1   | Rit | 1   | 6   | 18   | 9    | 4   | C   | 241,5 |
| 3                 | DAMS                                         | 1  | Rit | 22  | 7   | 3   | 14  | 10  | 13  | 6   | 4   | 3   | 2   | 8   | 19  | Rit | Rit | 12  | 2   | 5   | 6    | 7    | 5   | C   | 220   |
| 3                 | DAMS                                         | 2  | 19  | 15  | 5   | 1   | 13  | 11  | 3   | 20  | 5   | 6   | 1   | 9   | 11  | 8   | Rit | 10  | Rit | 10  | 8    | 3    | 8   | C   | 220   |
| 4                 | Campos Racing                                | 14 | Rit | 10  | 9   | 8   | 4   | 6   | 9   | 11  | 14  | 16  | 13  | 10  | 2   | Rit | 7   | 2   | 8   | 13  | 10   | 16   | 17  | C   | 198   |
| 4                 | Campos Racing                                | 15 | 2   | 1   | 4   | 6   | 16  | Rit | 7   | 1   | 8   | 1   | 4   | 5   | 13  | 10  | 13  | 11  | 5   | 2   | 7    | 18   | 7   | C   | 198   |
| 5                 | Russian Time                                 | 9  | 6   | 17  | 2   | NP  | Rit | NP  | 10  | 5   | Rit | 20  | 17  | 22  | 5   | 3   | 3   | 1   | 11  | 8   | 3    | 1    | 3   | C   | 183   |
| 5                 | Russian Time                                 | 10 | 13  | 12  | 12  | 5   | Rit | 14  | 5   | SQ  | 21  | 14  | 22  | 18  | 3   | 5   | 5   | 14  | Rit | 12  | 15   | 8    | Rit | C   | 183   |
| 6                 | Rapax                                        | 18 | 12  | 14  | 16  | 10  | 5   | 3   | 2   | 4   | 1   | 8   | 3   | 3   | 9   | 6   | Rit | 5   | 4   | 21  | 5    | 4    | 14  | C   | 159   |
| 6                 | Rapax                                        | 19 | 5   | 7   | 18  | 23  | 15  | 13  | 11  | 9   | 12  | 11  | 9   | 7   | 15  | 16  | 9   | Rit | 17  | 18  | 16   | 13   | 16  | C   | 159   |
| 7                 | Trident                                      | 11 | Rit | 20  | 6   | 17  | 8   | 2   | 15  | 10  | 6   | 2   | 7   | 4   | 14  | 12  | 15  | 7   | 6   | 3   | 4    | 5    | 2   | C   | 111   |
| 7                 | Trident                                      | 12 | 17  | Rit | 22  | Rit | 11  | 16  | 17  | 14  | 17  | 18  | 23  | 24  | 10  | 18  | 18  | 13  | 13  | 22† | 19   | 14   | Rit | C   | 111   |
| 8                 | Status Grand Prix                            | 22 | 11  | 19  | Rit | 20  | 19  | 18  | 19  | 19  | 19  | 22  | 19  | 23  | 17  | 19  | Rit | 19  | Rit | Rit | 13   | 19   | 18  | C   | 60    |
| 8                 | Status Grand Prix                            | 23 | 15  | 11  | 10  | 19  | 7   | 1   | 23  | 15  | Rit | 13  | 21  | 13  | 18  | 13  | 4   | 4   | 7   | 1   | 22   | Rit  | 16  | C   | 60    |
| 9                 | Carlin                                       | 3  | 8   | 5   | Rit | 16  | 6   | 5   | 14  | 22  | 9   | 12  | 16  | 15  | 4   | 11  | 12  | 9   | 9   | 16  | 21   | 12   | Rit | C   | 39    |
| 9                 | Carlin                                       | 4  | Rit | 21  | 19  | 22  | Rit | 20  | 18  | 16  | 13  | 25  | 18  | 20  | 20  | 21  | 19  | 20  | 19  | 20  | 23   | 15   | Rit | C   | 39    |
| 10                | \| \| Lazarus \| \| Daiko Team Lazarus \| \| | 26 | 7   | 3   | 20  | 12  | 17  | 15  | Rit | 17  | Rit | 21  | 14  | 11  | 7   | 7   | 17  | 17  | 14  | 19  | 11   | Ret  | 10  | C   | 31    |
| 10                | \| \| Lazarus \| \| Daiko Team Lazarus \| \| | 27 | 16  | 18  | 17  | 13  | 22  | Rit | NP  | NP  | 15  | 24  | NP  | NP  | 12  | 9   | 11  | 6   | Rit | 17  | 12   | 17   | 12  | C   | 31    |
| 11                | MP Motorsport                                | 16 | 14  | Rit | 13  | 15  | 3   | 4   |     |     | 10  | 7   | 15  | 14  | NC  | Rit | Rit | NP  | 18  | 14  | 14   | 11   | Rit | C   | 29    |
| 11                | MP Motorsport                                | 17 | 18  | 13  | 15  | 9   | 12  | 12  | 21  | 12  | 11  | 26† | 10  | Rit | Rit | NP  | 10  | 8   | 16  | Rit | 20   | Rit  | 14  | C   | 29    |
| 12                | Arden International                          | 20 | 9   | 8   | 23† | 21  | 21  | 17  | 16  | 21  | 20  | 15  | 20  | 21  | 16  | 14  | 14  | 18  | 15  | 11  | 17   | 20   | 9   | C   | 25    |
| 12                | Arden International                          | 21 | Rit | 16  | 8   | 7   | 18  | Rit | 20  | 13  | 18  | 23  | 11  | 6   | Rit | 20  | 6   | Rit | 12  | 9   | 24   | 10   | Rit | C   | 25    |
| 13                | Hilmer Motorsport                            | 24 |     |     | Rit | 14  | 10  | 9   | 8   | Rit | 7   | 5   | Rit | 17  | Rit | 17  | 16  | 16  |     |     |      |      |     |     | 19    |
| 13                | Hilmer Motorsport                            | 25 |     |     | 21  | Rit | 20  | Rit | 22  | 18  | 16  | 17  | Rit | 16  |     |     |     |     |     |     |      |      |     |     | 19    |
| Pos.              | Team                                         | N. | BAH | BAH | ESP | ESP | MON | MON | AUT | AUT | GBR | GBR | HUN | HUN | BEL | BEL | ITA | ITA | RUS | RUS | BAH  | BAH  | UAE | UAE | Punti |
| Italia (bandiera) | Lazarus                                      |    |     |     |     |     |     |     |     |     |     |     |     |     |     |     |     |     |     |     |      |      |     |     |       |
| Italia (bandiera) | Daiko Team Lazarus                           |    |     |     |     |     |     |     |     |     |     |     |     |     |     |     |     |     |     |     |      |      |     |     |       |

| Italia (bandiera) | Lazarus            |
| Italia (bandiera) | Daiko Team Lazarus |

| Colore  | Risultato             |
| ------- | --------------------- |
| Oro     | Vincitore             |
| Argento | 2º posto              |
| Bronzo  | 3º posto              |
| Verde   | Finito a punti        |
| Blu     | Finito senza punti    |
| Viola   | Ritirato (Rit)        |
| Viola   | Non classificato (NC) |
| Rosso   | Non qualificato (NQ)  |
| Nero    | Squalificato (SQ)     |
| Bianco  | Non partito (NP)      |
| Bianco  | Non ha gareggiato     |
| Bianco  | Infortunato (INF)     |
| Bianco  | Escluso (ES)          |
| Bianco  | Gara cancellata (C)   |

## Test post-stagionali
Il Circuito di Yas Marina ospita dei test tra il 2 e il 4 dicembre.
| Circuito               | Data                    | Pilota più rapido   | Team           | Tempo    | Giri |
| ---------------------- | ----------------------- | ------------------- | -------------- | -------- | ---- |
| Circuito di Yas Marina | 2 dicembre (mattina)    | Nobuharu Matsushita | ART Grand Prix | 1'49"180 | 25   |
| Circuito di Yas Marina | 2 dicembre (pomeriggio) | Nobuharu Matsushita | ART Grand Prix | 1'47"903 | 29   |
| Circuito di Yas Marina | 3 dicembre (mattina)    | Artëm Markelov      | Russian Time   | 1'49"008 | 21   |
| Circuito di Yas Marina | 3 dicembre (pomeriggio) | Nicholas Latifi     | DAMS           | 1'47"860 | 27   |
| Circuito di Yas Marina | 4 dicembre (mattina)    | Mitch Evans         | Campos Racing  | 1'48"922 | 24   |
| Circuito di Yas Marina | 4 dicembre (pomeriggio) | Nobuharu Matsushita | ART Grand Prix | 1'48"313 | 35   |